# Chatham (Louisiana)
Chatham is een plaats (town) in de Amerikaanse staat Louisiana, en valt bestuurlijk gezien onder Jackson Parish.

## Demografie
Bij de volkstelling in 2000 werd het aantal inwoners vastgesteld op 623.
In 2006 is het aantal inwoners door het United States Census Bureau geschat op 619, een daling van 4 (-0,6%).

## Geografie
Volgens het United States Census Bureau beslaat de plaats een oppervlakte van
3,0 km², waarvan 2,6 km² land en 0,4 km² water. Chatham ligt op ongeveer 70 m boven zeeniveau.

## Plaatsen in de nabije omgeving
De onderstaande figuur toont nabijgelegen plaatsen in een straal van 28 km rond Chatham.